# Protesta di Rosenstrasse

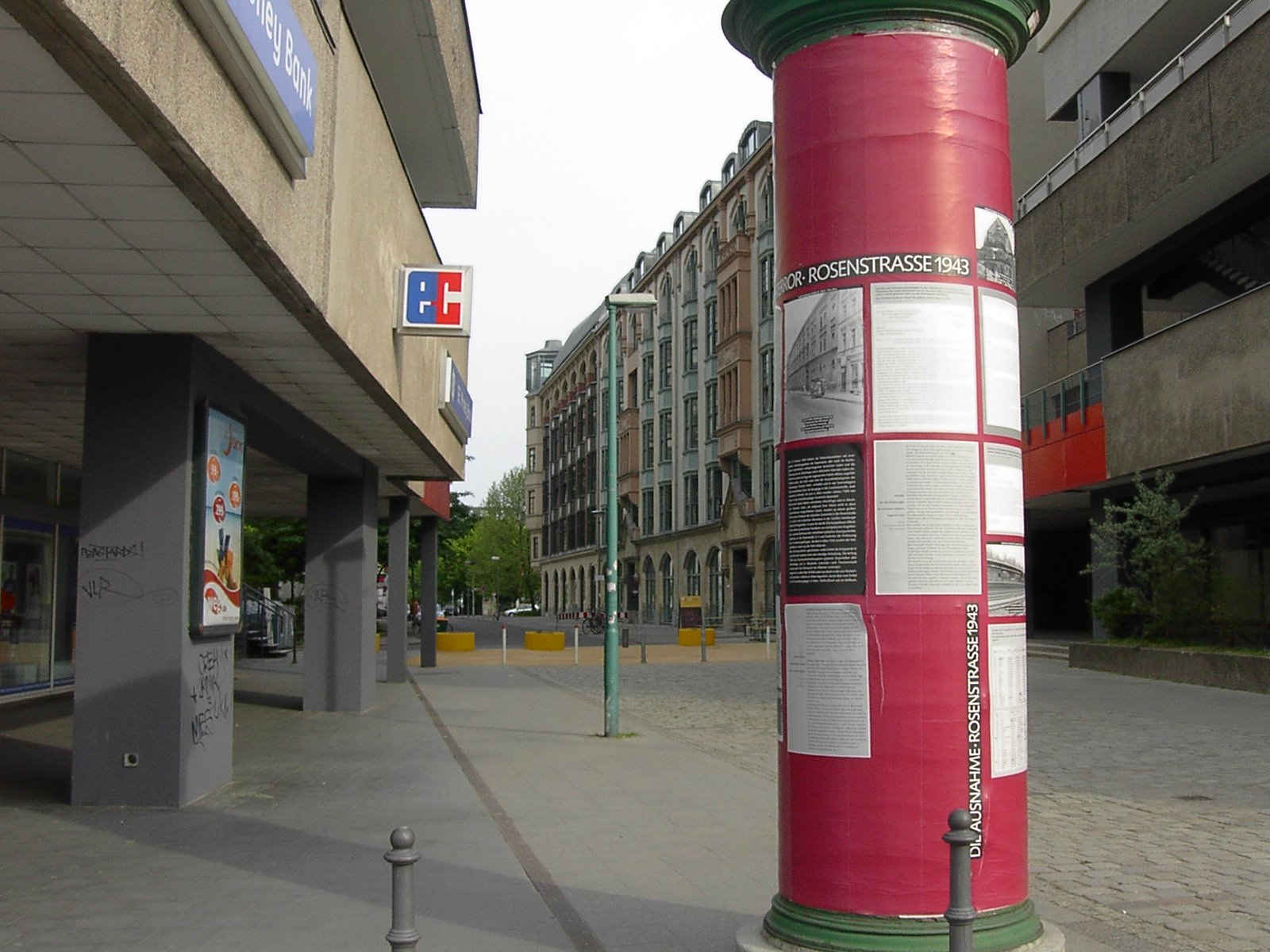
La Rosenstraße oggi: Anche se è cambiata nel corso degli anni una colonna di colore rosa commemora l'evento.

La protesta di Rosenstrasse è stata una protesta non violenta nella Rosenstraße (via delle rose) di Berlino nel febbraio e marzo del 1943 effettuata dalle mogli non ebree e parenti di uomini ebrei che erano stati arrestati per la deportazione. La protesta ha portato alla liberazione degli uomini. È stato un esempio significativo di opposizione agli eventi dell'Olocausto.

## Eventi
Subito dopo la sconfitta tedesca nella battaglia di Stalingrado, la Gestapo arrestò l'ultimo degli ebrei a Berlino durante la Fabrikaktion. Circa 1.800 uomini ebrei quasi tutti sposati con donne non ebree (altri sono i cosiddetti Geltungsjude) furono separati dagli altri 6.000 arrestati e alloggiati temporaneamente presso Rosenstraße 2–4, un ufficio di assistenza sociale per la comunità ebraica situato nel centro di Berlino.
Secondo lo storico tedesco Wolf Gruner (nel suo libro: Der geschlossene Arbeitseinsatz deutscher Juden : zur Zwangsarbeit als Element der Verfolgung 1938-1943) il motivo della separazione di questi uomini è che essi non dovevano essere deportati in quanto esonerati dalla deportazione grazie al loro status speciale di coniugi di tedeschi. Piuttosto erano detenuti per un periodo di tempo in modo che i nuovi funzionari delle varie organizzazioni ebraiche legali potessero essere scelti tra loro in sostituzione ai funzionari esistenti che non erano sposati con tedeschi e che erano stati licenziati dai loro posti di lavoro prima della deportazione. Tuttavia lo scopo della loro detenzione non fu reso noto pubblicamente e si diffuse la voce che stavano per essere deportati insieme agli ebrei senza privilegio che erano stati arrestati: a causa di tale voce mogli e parenti stretti degli uomini si radunarono nei pressi dell'edificio. Per una settimana i manifestanti, soprattutto donne, chiesero di riavere i mariti mantenendo una protesta pacifica. I manifestanti apparvero la prima volta alla spicciolata, successivamente il numero crebbe rapidamente arrivando anche ad un totale di circa 6.000 in una volta sola.
Una volta che il processo di selezione dei nuovi funzionari per le organizzazioni ebraiche era stato completato gli uomini confinati vennero rilasciati dando luogo all'errata impressione che il loro rilascio era a causa della protesta delle donne. 25 uomini erano stati inviati ad Auschwitz per errore ma a causa del loro status privilegiato erano stati tenuti separati dal resto delle persone detenute nel campo, e in attesa di una decisione sul loro trattamento furono tutti rinviati in Germania. Quasi tutti gli uomini sopravvissero alla guerra.

## In ricordo

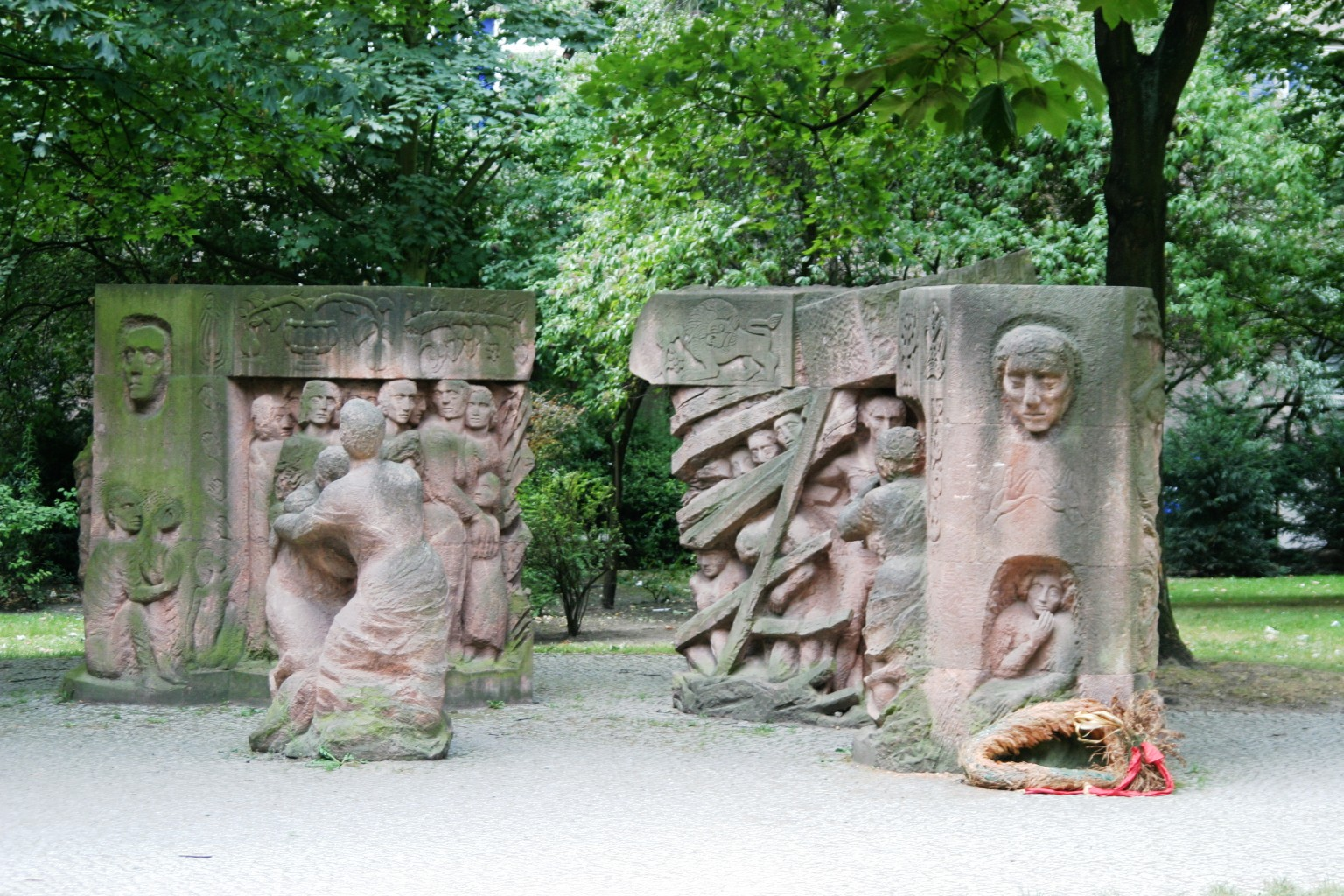
Parte del monumento Block der Frauen di Ingeborg Hunzinger per commemorare la protesta.

L'edificio nella Rosenstraße vicino alla Alexanderplatz in cui sono stati tenuti gli uomini è stato distrutto durante un bombardamento alleato di Berlino alla fine della guerra. La posizione originaria è ora segnata da una colonna rosa alta 2-3 metri dedicata alla manifestazione sul quale sono pubblicate informazioni inerenti all'evento.
A metà degli anni ottanta Ingeborg Hunzinger, scultrice tedesco-orientale, ha creato un monumento alle donne che hanno partecipato alla protesta. Il monumento, chiamato Block der Frauen (blocco delle donne), è stato eretto nel 1995 in un parco non lontano dal luogo della protesta. La scultura mostra donne in protesta e in lutto e sul retro si legge: "La forza della disobbedienza civile, la forza dell'amore supera la violenza della dittatura; Dateci indietro i nostri uomini; Le donne stavano in piedi qui sconfiggendo la morte, gli uomini ebrei furono liberi".
Gli eventi delle proteste di Rosenstraße sono stati riprodotti in un film del 2003 di Margarethe von Trotta dal titolo "Rosenstrasse".
Dal 2020 le donne di Rosenstrasse sono ricordate con una targa al Giardino dei Giusti di Milano.